# Piotr z Klecia
Piotr z Klecia zwany Piotr Iwanowicz, lub Piotr z Goraja, herbu Korczak (ur. ok. 1320) – starosta żydaczowski, rycerz i właściciel dóbr Klecie
Był synem Iwoni z Goraja.
Miał syna; Dymitra (zwanego  Dymitr z Klecia lub Dymitr z Goraja), któremu król Ludwik Węgierski 26 lipca 1377 r. nadał  zamek Goraj oraz szereg wsi leżących w okolicach Turobina.  Miał też  syna Iwana.
W 1353 r. z braćmi  – Chodkiem i Ostaszkiem,  otrzymał od króla Kazimierza Wielkiego kilkanaście wsi: Klecie (Kleszcze), Czermno, Januszkowice, Błażkową, Gogołów, Glinik, i m.  Bukowa, Smarżowa i Kamienica Górna (okolice Jasła). Otrzymał z nimi m. Klecie, Januszkowice i Skurową, odebrane wcześniej benedyktynom, a o które toczyły się długie procesy, z interwencjami, po stronie opactwa tynieckiego, kolejnych papieży. Trudno było rozstrzygnąć, gdyż przypadły w dziedzictwie synom Piotra z Klecia: Iwanowi i Dymitrowi (który był zaufanym współpracownikiem królów, podskarbim koronnym i marszałkiem królestwa). W konsekwencji benedyktyni musieli się zadowolić odzyskaniem jedynie części Januszkowic i Kleci. Jego ojciec Iwonia z Goraja był właścicielem większości terenów okolic Klecia na Podkarpaciu; Iwonicza, Rymanowa, które potem dziedziczył wraz z braćmi.